# ویرتس کورنر (ویرجینیا)
ویرتس کورنر (به انگلیسی: Virts Corner) یک منطقهٔ مسکونی در ایالات متحده آمریکا است که در شهرستان لادن، ویرجینیا واقع شده‌است.